# Sărnitsa (distrikt i Bulgarien, Chaskovo)
Sărnitsa (bulgariska: Сърница) är ett distrikt i Bulgarien.   Det ligger i kommunen Obsjtina Mineralni Bani och regionen Chaskovo, i den centrala delen av landet, 190 km sydost om huvudstaden Sofia.